# WXw Unified World Heavyweight Championship

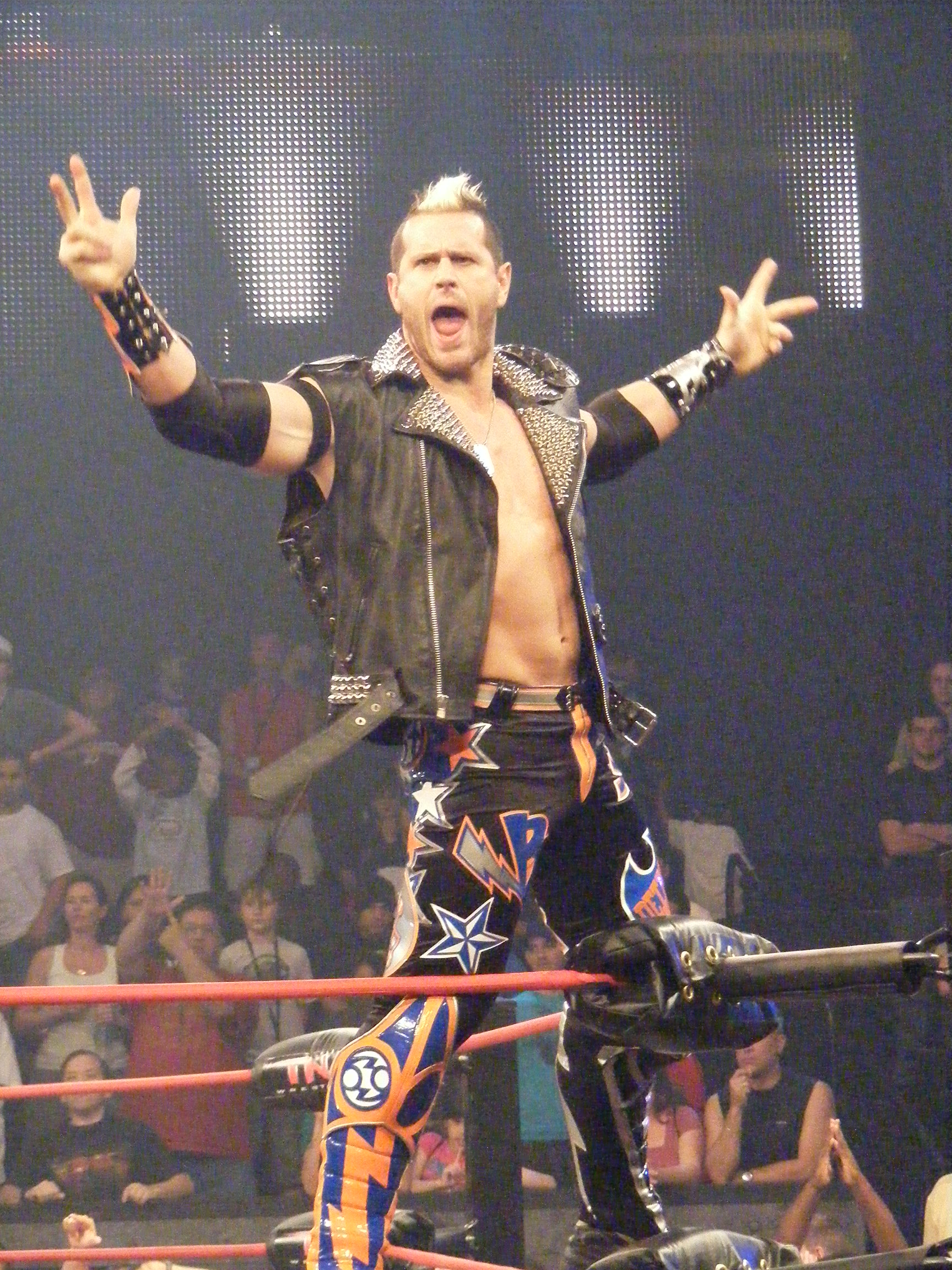
Alex Shelley, séptimo campeón de la historia del título y primer wXw World Heavyweight Champion.

El Campeonato Mundial Unificado de Peso Pesado de la wXw (wXw Unified World Heavyweight Championship en inglés) es un campeonato de lucha libre profesional, defendido en la empresa alemana westside Xtreme wrestling (wXw). Este título fue unificado con el wXw World Lightweight Championship el 5 de junio de 2010.

## Campeón actual
El actual campeón es Ilja Dragunov, quien se encuentra en su primer reinado como campeón. Ilja Dragunov derrotó a John Klinger el 11 de marzo de 2018 en Oberhausen, Alemania.

## Lista de campeones
| Luchador:                                  | Reinado N°: | Derrotó a:                                | Fecha:                  | Evento:                            |
| ------------------------------------------ | ----------- | ----------------------------------------- | ----------------------- | ---------------------------------- |
| wXw Heavyweight Championship               |             |                                           |                         |                                    |
| Mad Cow                                    | 1           | Chris The Bambikiller                     | 1 de julio de 2001      | Dead End                           |
| Eric Schwarz                               | 1           | The Bull (Sustituyó a Mad Cow)            | 26 de agosto de 2001    | House Show                         |
| Vacante                                    | N/A         | Schwarz no pudo defender el título.       | 15 de diciembre de 2001 | N/A                                |
| Thomas Blade                               | 1           | Big Ben                                   | 15 de diciembre de 2001 | House Show                         |
| Chris The Bambikiller                      | 1           | Thomas Blade                              | 3 de febrero de 2002    | Payback                            |
| Vacante                                    | N/A         | Por razones desconocidas.                 | 12 de julio de 2002     | N/A                                |
| Martin Nolte                               | 1           | Ganó un Battle Royal de 20 hombres.       | 17 de agosto de 2002    | True Colors                        |
| Chris Hero                                 | 1           | Martin Nolte                              | 1 de marzo de 2003      | Back To The Roots 2                |
| wXw World Heavyweight Championship         |             |                                           |                         |                                    |
| Alex Shelley                               | 1           | Chris Hero                                | 8 de noviembre de 2003  | Ted Petty Invitational             |
| Jimmy Jacobs                               | 1           | Alex Shelley                              | 19 de diciembre de 2003 | Winter Wars                        |
| Alex Shelley                               | 2           | Chris Hero                                | 19 de diciembre de 2003 | Winter Wars                        |
| Jimmy Jacobs                               | 2           | Alex Shelley                              | 19 de diciembre de 2003 | Winter Wars                        |
| Double C                                   | 1           | Jimmy Jacobs                              | 27 de diciembre de 2003 | 3rd Anniversary HUSS-Mas           |
| Ian Rotten                                 | 1           | Double C                                  | 12 de junio de 2004     | Dead End 4                         |
| Double C                                   | 2           | Ian Rotten                                | 19 de junio de 2004     | House Show                         |
| Robbie Brookside                           | 1           | Double C                                  | 11 de diciembre de 2004 | 4th Anniversary Show               |
| Ares                                       | 1           | Robbie Brookside                          | 2 de octubre de 2005    | Sunday Bloody Sunday II            |
| Mike Quackenbush                           | 1           | Ares                                      | 18 de marzo de 2006     | Back To The Roots 5                |
| Ares                                       | 2           | Mike Quackenbush                          | 31 de marzo de 2006     | Naked                              |
| Alex Pain                                  | 1           | Ares                                      | 24 de noviembre de 2007 | 7th Anniversary Show               |
| Steve Douglas                              | 1           | Alex Pain                                 | 8 de marzo de 2008      | 16 Carat Gold                      |
| Vacante                                    | N/A         | Por razones desconocidas.                 | 9 de noviembre de 2008  | N/A                                |
| Bad Bones                                  | 1           | Claudio Castagnoli                        | 13 de diciembre de 2008 | 8th Anniversary Show               |
| Bryan Danielson                            | 1           | Bad Bones                                 | 7 de marzo de 2009      | 16 Carat Gold                      |
| Absolute Andy                              | 1           | Bryan Danielson                           | 2 de mayo de 2009       | Dead End IX                        |
| Steve Douglas                              | 2           | Absolute Andy                             | 12 de diciembre de 2009 | 9th Anniversary                    |
| wXw Unified World Heavyweight Championship |             |                                           |                         |                                    |
| Zack Sabre, Jr.                            | 1           | Steve Douglas                             | 5 de junio de 2010      | Dead End X                         |
| Big Van Walter                             | 1           | Zack Sabre, Jr.                           | 2 de octubre de 2010    | HATEs Fuckin' Birthday Show        |
| Daisuke Sekimoto                           | 1           | Big Van Walter                            | 15 de enero de 2011     | Back To The Roots X                |
| Big Van Walter                             | 2           | Daisuke Sekimoto                          | 2 de mayo de 2011       | House Show                         |
| El Generico                                | 1           | Big Van Walter                            | 19 de mayo de 2012      | Dead End XII                       |
| Axel Tischer                               | 1           | Bad Bones, El Generico & Karsten Beck     | 12 de agosto de 2012    | Fans Appreciation Weekend          |
| Tommy End                                  | 1           | Axel Tischer                              | 1 de junio de 2013      | Dead End                           |
| Walter                                     | 3           | Tommy End                                 | 27 de julio de 2014     | Fans appreciation night            |
| Karsten Beck                               | 1           | Walter                                    | 17 de enero de 2015     | Back to the roots XIV              |
| John Klinger                               | 1           | Karsten Beck                              | 28 de agosto de 2015    | Fans appreciation night Hamburg    |
| Karsten Beck                               | 2           | AJ Styles & John Klinger                  | 29 de agosto de 2015    | Fans appreciation night Oberhausen |
| Jurn Simmons                               | 1           | Absolute Andy John Klinger & Karsten Beck | 12 de marzo de 2016     | 16 carat gold 2016                 |
| Marty Scurll                               | 1           | Adam Cole & Jurn Simmons                  | 10 de diciembre de 2016 | 16 anniversary                     |
| Axel Dieter Jr                             | 1           | Marty Scurll 10 de diciembre de 2016      | 16 anniversary          |                                    |
| Jurn Simmons                               | 2           | Axel Dieter Jr                            | 11 de marzo de 2017     | 16 Carat Gold 2017                 |
| John Klinger                               | 2           | Ilja Dragunov & Jurn Simmons              | 5 de agosto de 2017     | Fight Forever Tour opening         |
| Ilja Dragunov                              | 1           | John Klinger                              | 11 de marzo de 2018     | WXW 16 Carat Gold 2018             |

## Reinados más largos
| Luchador         | Días | Fecha en que ganó       | Fecha en que perdió     | Notas              |
| ---------------- | ---- | ----------------------- | ----------------------- | ------------------ |
| Ares             | 603  | 31 de marzo de 2006     | 24 de noviembre de 2007 | Su segundo reinado |
| Big Van Walter   | 383  | 2 de mayo de 2011       | 19 de mayo de 2012      | Su segundo reinado |
| Robbie Brookside | 296  | 11 de diciembre de 2004 | 2 de octubre de 2005    | Su primer reinado  |
| Chris Hero       | 252  | 1 de marzo de 2003      | 8 de noviembre de 2003  | Su primer reinado  |
| Steve Douglas    | 246  | 8 de marzo de 2008      | 9 de noviembre de 2008  | Su primer reinado  |

## Mayor cantidad de reinados

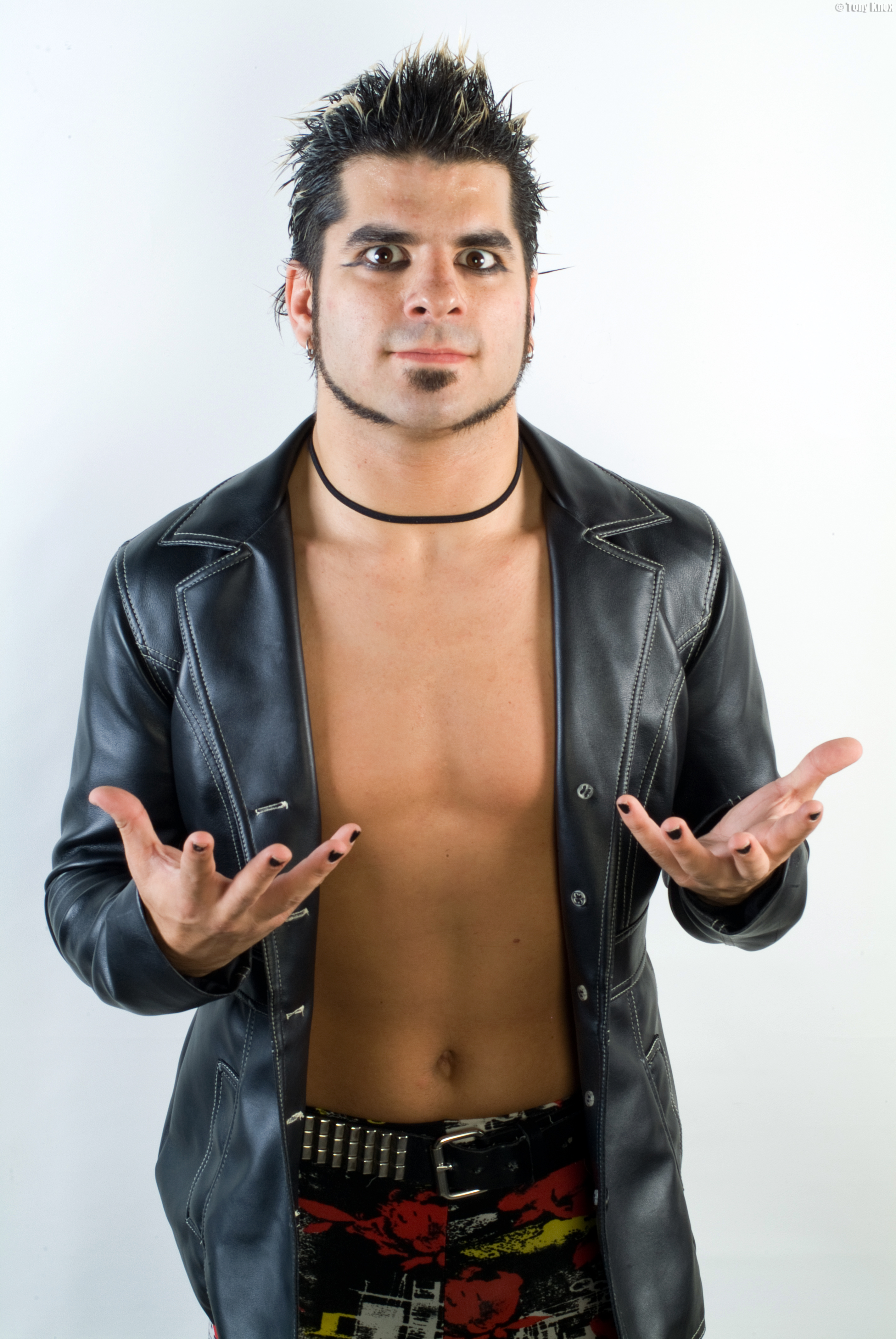
Jimmy Jacobs, campeón más joven hasta la fecha.

- 2 veces: Alex Shelley, Ares, Big Van Walter, Double C, Jimmy Jacobs y Steve Douglas.

## Datos interesantes
- Reinado más largo: Ares, 603 días.
- Reinado más corto: Jimmy Jacobs, menos de 1 hora.
- Campeón más viejo: Robbie Brookside, 38 años y 275 días.
- Campeón más joven: Jimmy Jacobs, 19 años y 310 días.
- Campeón más pesado: Big Van Walter, 143 kg (315 lb).
- Campeón más liviano: Jimmy Jacobs, 77 kg (169 lb).